# العلاقات الأوكرانية السورينامية
العلاقات الأوكرانية السورينامية هي العلاقات الثنائية التي تجمع بين أوكرانيا وسورينام.

## مقارنة بين البلدين
هذه مقارنة عامة ومرجعية للدولتين:
| وجه المقارنة                                              | أوكرانيا                                   | سورينام                        |
| --------------------------------------------------------- | ------------------------------------------ | ------------------------------ |
| المساحة (كم2)                                             | 603.63 ألف                                 | 163.27 ألف                     |
| عدد السكان (نسمة)                                         | 45.55 مليون                                | 563.40 ألف                     |
| الكثافة السكانية (ن./كم²)                                 | 75.46                                      | 3.45                           |
| العاصمة                                                   | كييف                                       | باراماريبو                     |
| اللغة الرسمية                                             | اللغة الأوكرانية                           | اللغة الهولندية                |
| العملة                                                    | هريفنا أوكرانية، كاربوفانيتس، روبل سوفييتي | دولار سورينامي، غيلدر سورينامي |
| الناتج المحلي الإجمالي (بليون دولار)                      | 112.15 مليار                               | 3.32 مليار                     |
| الناتج المحلي الإجمالي (تعادل القوة الشرائية) بليون دولار | 352.98 مليار                               | 9.07 مليار                     |
| الناتج المحلي الإجمالي الاسمي للفرد دولار أمريكي          | 2.11 ألف                                   | 9.48 ألف                       |
| الناتج المحلي الإجمالي للفرد دولار أمريكي                 | 8.66 ألف                                   | 16.64 ألف                      |
| مؤشر التنمية البشرية                                      | 0.747                                      | 0.714                          |
| رمز المكالمات الدولي                                      | +380                                       | +597                           |
| رمز الإنترنت                                              | .ua، .укр ‏                                 | .sr                            |
| المنطقة الزمنية                                           | ت ع م+02:00، ت ع م+03:00، توقيت شرق أوروبا | 00                             |

## منظمات دولية مشتركة
يشترك البلدان في عضوية مجموعة من المنظمات الدولية، منها:
| علم المنظمة | اسم المنظمة                        | تاريخ انضمام أوكرانيا | تاريخ انضمام سورينام |
| ----------- | ---------------------------------- | --------------------- | -------------------- |
|             | يونسكو                             | 12 مايو 1954          | 16 يوليو 1976        |
|             | وكالة ضمان الاستثمار متعدد الأطراف | 19 يوليو 1994         | 2 يوليو 2003         |
|             | الأمم المتحدة                      | 24 أكتوبر 1945        | 4 ديسمبر 1975        |
|             | الاتحاد البريدي العالمي            | ?                     | ?                    |
|             | البنك الدولي للإنشاء والتعمير      | 3 سبتمبر 1992         | 27 يونيو 1978        |
|             | المنظمة الهيدروغرافية الدولية      | ?                     | ?                    |
|             | الاتحاد الدولي للاتصالات           | 7 مايو 1947           | 15 يوليو 1976        |
|             | منظمة حظر الأسلحة الكيميائية       | ?                     | ?                    |
|             | مؤسسة التمويل الدولية              | 18 أكتوبر 1993        | 1 سبتمبر 2011        |
|             | منظمة التجارة العالمية             | 16 مايو 2008          | ?                    |
|             | منظمة الشرطة الجنائية الدولية      | ?                     | ?                    |

## وصلات خارجية
- موقع وزارة الخارجية الأوكرانية
- موقع وزارة الخارجية السورينامية